# After Porn Ends
After Porn Ends es un documental producido en los Estados Unidos en 2012 acerca de las vidas de varios actores y actrices famosos del cine pornográfico después de su retiro de la industria pornográfica. Incluye entrevistas con especialistas en el tema: un especialista en estudios sociológicos sobre la pornografía (el doctor Neil Malamuth), un periodista del medio y un director de cine porno (Bill Margold).

## Actores y actrices porno entrevistados
- Asia Carrera
- Nina Hartley
- Mary Carey
- Houston
- Crissy Moran
- Randy West
- Richard Pacheco
- John Leslie
- Amber Lynn
- Seka
- Raylene
- Luke Ford
- Bill Margold
- Shelley Lubben
- Tiffany Million.[3]